# Jakub Beniamin Kacenelson
Jakub Beniamin Kacenelson ps. Ben-Jamini (ur. 1852 w Kopylu, zm. 1930 w Łodzi) – żydowski pedagog i literat piszący w dwóch językach, dyrektor chederów w Zgierzu i Łodzi, ojciec poety Icchaka Kacenelsona i pedagoga Berla Kacenelsona. 
Ukończył studia rabinackie w jesziwie w Wołożynie, otrzymując ordynację rabinacką jeszcze przed swoją Bar micwą. Jako młody człowiek związany był z ruchami Chowewej Syjon i Chowewej Sfat Ewer. Zaproszony do współpracy z nowo powstałym dziennikiem hebrajskojęzycznym „Ha-Eszkol”, wyjechał do Warszawy, gdzie objął pracę w redakcji. Ze współpracy zrezygnował niebawem po sporze z wydawcą Nachumem Sokołowem. 
W 1884 r. objął dyrekcję chederu w Zgierzu, którego wychowankami byli między innymi poeta Jakub Kahan, oraz syn Jakuba – Icchak. Od 1886 r. dyrektor Zreformowanego Chederu w Łodzi. 
Pisał po hebrajsku i w jidysz. Współpracował z czasopismami „Ha-Cefira” i „Łodzier Togblat”. W jego twórczości w języku hebrajskim przeważają motywy biblijne z silnymi elementami syjonistycznymi. 

## Dzieła
- Olelot Efraim (wyd. 1889)
- Chazon Ben-Jamini
- Juda Machabeusz
- Gedalia Draga